# Plerotes anchietae
Plerotes anchietae är ett däggdjur i familjen flyghundar och den enda arten i sitt släkte. Fram till början av 2000-talet var bara 11 individer kända.
Artepitet i det vetenskapliga namnet hedrar den portugisiska naturforskaren José Alberto de Oliveira Anchieta.

## Beskrivning
Denna flyghund når en kroppslängd (huvud och bål) av 8,5 till 9,6 cm och den rudimentära svansansatsen är inte synlig. En mindre hona hade en vingspann av 34 cm. Den långa pälsen är på ryggen gråbrun och på buken tydlig ljusare. Vid öronens rot finns en liten vit tofs. Enligt äldre beskrivningar av arten förekommer kindpåsar men uppgiften är ännu inte bekräftad.
Tänderna är påfallande små och därför antas att flyghunden äter blommor, pollen och nektar. Individerna vilar troligen i täta vegetationsansamlingar. Kanske ingår frukter i födan.
Plerotes anchietae lever i centrala Angola, Kongo-Kinshasa, Malawi och Zambia. Arten vistas främst i 1 000 till 2 000 meter höga bergstrakter som är täckta av skog.
Huvudet kännetecknas av en bred nos och små ögon som omges av smala rödbruna ringar. Från dessa ringar till näsborrarna går smala rödbruna strimmor. Arten har ett skägg av styva gula hår över munnen och på hakan. Liksom hos flera andra flyghundar finns papiller på tungans spets men tungan är kortare än hos flyghundar med nektar som enda födokälla. I de övre käkhalvorna saknas ibland den andra framtanden. Premolarerna är långa och molarerna saknar knölar. Den tredje molaren är bara en liten stubbe eller saknas helt.
Flygmembranen har en brun färg. Den del som ligger mellan bakbenen (uropatagium) är fäst vid andra tån och påfallande smal.
Beståndet hotas av landskapsförändringar och flera individer dödas när de hämtar födan i odlingsområden. Hela populationen antas vara stor. IUCN listar arten som livskraftig (LC).